# Leflore County
Leflore County er et county i den amerikanske delstat Mississippi. 
33°33′N 90°18′V / 33.55°N 90.3°V